# Doga Kobo
Doga Kobo, Inc. (株式会社動画工房 (Chu thức hội xã Động Họa Công Phòng) Kabushiki-gaisha Dōga Kōbō) là một xưởng phim hoạt hình Nhật Bản được thành lập bởi hai nhân viên cũ của Toei Animation là Furusawa Hideo và Ishiguro Megumu. Xưởng đã tham gia sản xuất một số lượng lớn anime trong những năm qua. Một số các tác phẩm của họ đều liên quan đến moe hoặc yuri như YuruYuri, công ty còn được biết đến từ những bộ lãng mạn như Gekkan Shōjo Nozaki-kun, Plastic Memories, Tada-kun wa Koi o Shinai đến hài kịch đời thường như Himouto! Umaru-chan, Gabriel DropOut.

## Lịch sử
Doga Kobo được thành lập bởi Furusawa Hideo và Ishiguro Megumu vào ngày 11 tháng 7 năm 1973 sau khi hai người rời Toei Animation. Từ ngày 11 tháng 7 năm 2006 đến 23 tháng 4 năm 2009, Doga Kobo từng là công ty con của TYO.
Vào năm 2022, Doga Kobo bị đóng cửa từ ngày 6 tháng 4 đến ngày 17 tháng 4 cùng năm do ảnh hưởng của COVID-19. Một số tác phẩm của công ty cũng bị trì hoãn phát sóng do đại dịch, như các tập mới của Kawaii dake ja Nai Shikimori-san bị trì hoãn phát sóng một tuần, hay Technoroid Overmind vốn dự định lên sóng vào tháng 7 năm 2022 nhưng bị dời sang tháng 1 năm 2023.
Vào tháng 7 năm 2024, tập đoàn Kadokawa công bố đã mua lại Doga Kobo.

## Tác phẩm

### Phim truyền hình
| Tựa đề                                                  | Ngày phát sóng    | Ngày phát sóng    | Đạo diễn                      | Số tập  | Chú thích                                                               |
| Tựa đề                                                  | Bắt đầu           | Kết thúc          | Đạo diễn                      | Số tập  | Chú thích                                                               |
| ------------------------------------------------------- | ----------------- | ----------------- | ----------------------------- | ------- | ----------------------------------------------------------------------- |
| Myself ; Yourself                                       | 3 tháng 10, 2007  | 26 tháng 10, 2007 | Kuroda Yasuhiro               | 13      | Dựa theo visual novel cùng tên của Yeti.                                |
| Yakushiji Ryōko no Kaiki Jikenbo                        | 5 tháng 7, 2008   | 27 tháng 9, 2008  | Iwasaki Tarō                  | 13      | Dựa theo light novel cùng tên Tanaka Yoshiki.                           |
| Koihime†Musō                                            | 9 tháng 7, 2008   | 24 tháng 9, 2008  | Nakanishi Nobuaki             | 12      | Dựa theo visual novel của BaseSon.                                      |
| Shin Koihime†Musō                                       | 5 tháng 10, 2009  | 21 tháng 12, 2009 | Nakanishi Nobuaki             | 12      | Phần tiếp theo của Koihime†Musō.                                        |
| 11eyes                                                  | 6 tháng 10, 2009  | 22 tháng 12, 2009 | Shimoda Masami                | 12      | Dựa theo visual novel của Lass.                                         |
| Shin Koihime†Musō: Otome Tairan                         | 26 tháng 3, 2010  | 17 tháng 6, 2010  | Nakanishi Nobuaki             | 12      | Phần tiếp theo của Shin Koihime†Musō.                                   |
| Hoshizora e Kakaru Hashi                                | 11 tháng 4, 2011  | 27 tháng 6, 2011  | Mihara Takenori               | 12      | Dựa theo visual novel cùng tên của Feng.                                |
| YuruYuri                                                | 5 tháng 7, 2011   | 20 tháng 9, 2011  | Outa Masahiko                 | 12      | Chuyển thể từ manga của Namori.                                         |
| YuruYuri♪♪                                              | 3 tháng 7, 2012   | 18 tháng 9, 2012  | Outa Masahiko                 | 12      | Phần tiếp theo của YuruYuri.                                            |
| Natsuyuki Rendezvous                                    | 5 tháng 7, 2012   | 13 tháng 9, 2012  | Matsuo Kō                     | 11      | Chuyển thể từ manga của Kawachi Haruka.                                 |
| Mangirl!                                                | 2 tháng 1, 2013   | 27 tháng 3, 2013  | Nakanishi Nobuaki             | 13      | Chuyển thể từ manga bốn khung tranh của Tamaoka Kagari.                 |
| GJ-bu                                                   | 10 tháng 1, 2013  | 28 tháng 3, 2013  | Fujiwara Yoshiyuki            | 12      | Chuyển thể từ light novel của Araki Shin.                               |
| Ginga Kikoutai Majestic Prince                          | 4 tháng 4, 2013   | 19 tháng 9, 2013  | Motonaga Keitaro              | 24      | Chuyển thể từ manga của Ayamine Rando, đồng sản xuất với Orange.        |
| Love Lab                                                | 5 tháng 7, 2013   | 27 tháng 9, 2013  | Outa Masahiko                 | 13      | Chuyển thể từ manga bốn khung của Miyahara Ruri.                        |
| Makai Ōji                                               | 7 tháng 7, 2013   | 22 tháng 9, 2013  | Kon Chiaki                    | 12      | Chuyển thể từ manga của Takadono Madoka.                                |
| Lovely Movie: Itoshi no Muco                            | 29 tháng 7, 2013  | 23 tháng 12, 2013 | Mihara Takenori               | 21      | Chuyển thể từ manga của Mizushina Takayuki.                             |
| Mikakunin de Shinkōkei                                  | 9 tháng 1, 2014   | 27 tháng 3, 2014  | Fujiwara Yoshiyuki            | 12      | Chuyển thể từ manga bốn khung tranh của Cherry Arai.                    |
| Lovely Movie: Itoshi no Muco Season 2                   | 27 tháng 4, 2014  | 25 tháng 10, 2014 | Mihara Takenori               | 22      | Mùa thứ hai của Lovely Movie: Itoshi no Muco.                           |
| GJ-bu@                                                  | 6 tháng 5, 2014   | 6 tháng 5, 2014   | Fujiwara Yoshiyuki            | 1       | Tập đặc biệt của GJ-bu.                                                 |
| Gekkan Shōjo Nozaki-kun                                 | 7 tháng 7, 2014   | 22 tháng 9, 2014  | Yamazaki Mitsue               | 12      | Chuyển thể từ manga bốn khung của Tsubaki Izumi.                        |
| Donten ni Warau                                         | 4 tháng 10, 2014  | 24 tháng 12, 2014 | Hiroshi Haraguchi             | 12      | Chuyển thể từ manga của Kemuri Karakara.                                |
| Plastic Memories                                        | 5 tháng 4, 2015   | 28 tháng 6, 2015  | Fujiwara Yoshiyuki            | 13      | Tác phẩm nguyên tác.                                                    |
| Mikagura Gakuen Kumikyoku                               | 6 tháng 4, 2015   | 22 tháng 6, 2015  | Iwasaki Tarō                  | 12      | Chuyển thể từ light novel của Last Note.                                |
| Himouto! Umaru-chan                                     | 9 tháng 7, 2015   | 24 tháng 12, 2015 | Outa Masahiko                 | 12      | Dựa theo bộ manga cùng tên sáng tác bởi Sankaku Head.                   |
| Hidan no Aria AA                                        | 6 tháng 10, 2015  | 22 tháng 12, 2015 | Kawabata Takashi              | 12      | Chuyển thể từ manga của Akamatsu Chūgaku.                               |
| Luck & Logic                                            | 9 tháng 1, 2016   | 26 tháng 3, 2016  | Chigira Koichi, Naoya Takashi | 12      | Tác phẩm nguyên tác.                                                    |
| Sansha Sanyō                                            | 11 tháng 4, 2016  | 27 tháng 6, 2016  | Kimura Yasuhiro               | 12      | Chuyển thể từ manga bốn khung tranh của Arai Cherry.                    |
| New Game!                                               | 4 tháng 7, 2016   | 19 tháng 9, 2016  | Fujiwara Yoshiyuki            | 12      | Chuyển thể từ manga bốn khung của Tokunō Shōtarō.                       |
| Touken Ranbu: Hanamaru                                  | 3 tháng 10, 2016  | 19 tháng 12, 2016 | Naoya Takashi                 | 12      | Chuyển thể từ trò chơi cùng tên của Nitroplus.                          |
| Gabriel DropOut                                         | 9 tháng 1, 2017   | 27 tháng 3, 2017  | Outa Masahiko                 | 12      | Chuyển thể từ manga của Ukami.                                          |
| Hina Logi from Luck & Logic                             | 1 tháng 7, 2017   | 23 tháng 9, 2017  | Akagi Hiroaki                 | 12      | Ngoại truyệnLuck & Logic.                                               |
| New Game!!                                              | 11 tháng 7, 2017  | 26 tháng 9, 2017  | Fujiwara Yoshiyuki            | 12      | Mùa thứ hai của New Game!.                                              |
| Himouto! Umaru-chan R                                   | 8 tháng 10, 2017  | 24 tháng 12, 2017 | Outa Masahiko                 | 12      | Phần tiếp theo của Himouto! Umaru-chan.                                 |
| Zoku Touken Ranbu: Hanamaru                             | 8 tháng 1, 2018   | 26 tháng 3, 2018  | Koshida Tomoaki               | 12      | Phần tiếp theo của Touken Ranbu: Hanamaru.                              |
| Tada-kun wa Koi o Shinai                                | 5 tháng 4, 2018   | 28 tháng 6, 2018  | Yamazaki Mitsue               | 13      | Tác phẩm nguyên tác.                                                    |
| Uchi no Maid ga Uzasugiru!                              | 5 tháng 10, 2018  | 21 tháng 12, 2018 | Outa Masahiko                 | 12      | Chuyển thể từ manga của Nakamura Kanko.                                 |
| Anima Yell!                                             | 7 tháng 10, 2018  | 23 tháng 12, 2018 | Sato Masako                   | 12      | Chuyển thể từ manga bốn khung tranh của Unohana Tsukasa.                |
| Watashi ni Tenshi ga Maiorita!                          | 8 tháng 1, 2019   | 26 tháng 3, 2019  | Hiramaki Daisuke              | 12      | Chuyển thể từ manga bốn khung của Mukunoki Nanatsu.                     |
| Sewayaki Kitsune no Senko-san                           | 10 tháng 4, 2019  | 26 tháng 6, 2019  | Koshida Tomoaki               | 12      | Dựa theo manga của Rimukoro.                                            |
| Dumbbell Nan Kilo Moteru?                               | 3 tháng 7, 2019   | 18 tháng 9, 2019  | Yamazaki Mitsue               | 12      | Chuyển thể từ manga của Sandrovich Yabako.                              |
| Koisuru Asteroid                                        | 3 tháng 1, 2020   | 27 tháng 3, 2020  | Daisuke Hiramaki              | 12      | Chuyển thể từ manga bốn khung của Quro.                                 |
| Yesterday o Utatte                                      | 5 tháng 4, 2020   | 21 tháng 6, 2020  | Fujiwara Yoshiyuki            | 12      | Chuyển thể từ manga của Toume Kei.                                      |
| Houkago Teibou Nisshi                                   | 7 tháng 4, 2020   | 22 tháng 9, 2020  | Okuma Takaharu                | 12      | Dựa theo manga cùng tên của Kosaka Yasuyuki.                            |
| Maōjō de Oyasumi                                        | 6 tháng 10, 2020  | 22 tháng 12, 2020 | Yamazaki Mitsue               | 12      | Chuyển thể từ manga của Kumanomata Kagiji.                              |
| Ikebukuro West Gate Park                                | 6 tháng 10, 2020  | 22 tháng 12, 2020 | Koshida Tomoaki               | 12      | Dựa theo loạt tiểu thuyết của Ishida Ira.                               |
| Osananajimi ga Zettai ni Makenai Rabu Kome              | 14 tháng 4, 2021  | 30 tháng 6, 2021  | Naoya Takashi                 | 12      | Chuyển thể từ light novel của Nimaru Shūichi.                           |
| Selection Project                                       | 1 tháng 10, 2021  | 24 tháng 12, 2021 | Hiramaki Daisuke              | 13      | Thuộc một phần trong dự án Idol x Audition x Reality Show của Kadokawa. |
| Senpai ga Uzai Kouhai no Hanashi                        | 10 tháng 10, 2021 | 26 tháng 12, 2021 | Itou Ryota                    | 12      | Chuyển thể từ manga của Manta Shiro.                                    |
| Chiikawa                                                | 4 tháng 4, 2022   | chưa rõ           | Takenori Mihara               | chưa rõ | Chuyển thể từ manga của Nagano.                                         |
| RPG Fudōsan                                             | 6 tháng 4, 2022   | 22 tháng 6, 2022  | Koshida Tomoaki               | 12      | Dựa theo bộ manga bốn khung tranh của Kenmotsu Chiyo.                   |
| Kawaii dake ja Nai Shikimori-san                        | 10 tháng 4, 2022  | 22 tháng 6, 2022  | Itou Ryota                    | 12      | Chuyển thể từ manga của Maki Keigo.                                     |
| Technoroid Overmind                                     | 5 tháng 1, 2023   | 30 tháng 3, 2012  | Im Ga Hee                     | 12      | Thuộc một phần trong dự án Technoroid.                                  |
| Oshi no Ko                                              | 12 tháng 4, 2023  | đang lên lịch     | Hiramaki Daisuke              | 11      | Chuyển thể từ manga của Akasaka Aka.                                    |
| Shiro Seijo to Kuro Bokushi                             | 13 tháng 7, 2023  | 28 tháng 9, 2023  | Noro Sumie                    | 12      | Chuyển thể từ manga cùng tên của Kazutake Hazano.                       |
| Yoru no Kurage wa Oyogenai                              | 7 tháng 4, 2024   | 23 tháng 6, 2024  | Takeshita Ryohei              | 12      | Anime nguyên tác kỉ niệm 50 năm thành lập Doga Kobo.                    |
| Tokidoki Bosotto Russia-go de Dereru Tonari no Arya-san | 3 tháng 7, 2024   |                   | Itō Ryōta                     |         | Dựa theo light novel sáng tác bởi Sunsunsun và minh họa bởi Momocoa.    |
| Shiunji-ke no Kodomo-tachi                              | 2025              |                   | Kamitsubo Ryouki              |         | Chuyển thể từ manga của Miyajima Reiji.                                 |
| Karaoke Iko!                                            |                   |                   | Nakatani Asami                |         | Dựa theo manga của Wayama Yama.                                         |
| Muchū sa, Kimi ni.                                      |                   |                   | Nakatani Asami                |         |                                                                         |
| Möbius Dust                                             |                   |                   |                               |         | Dựa theo ý tưởng của Shinagawa Hajime.                                  |

### OVA
| Tựa đề                                                                       | Ngày phát hành                     | Số tập | Chú thích                                           |
| ---------------------------------------------------------------------------- | ---------------------------------- | ------ | --------------------------------------------------- |
| Uchū Kazoku Carlvinson                                                       | 21 tháng 12, 1988                  | 1      | Dựa theo manga của Asari Yoshitou.                  |
| Memories Off #5 Togireta Film The Animation                                  | 29 tháng 3, 2006                   | 1      | Chuyển thể từ visual novel của KID.                 |
| Shin Koihime†Musō LIVE Revolution                                            | 17 tháng 3, 2010                   | 1      | Dựa theo visual novel của BaseSon.                  |
| 11eyes                                                                       | 25 tháng 6, 2010                   | 1      | Dựa theo visual novel của Lass.                     |
| Hoshizora e Kakaru Hashi: Kakaru ka? Gakuensai ni Koi no Hashi               | 21 tháng 11, 2011                  | 1      | Dựa theo visual novel của Feng.                     |
| Gekkan Shoujo Nozaki-kun                                                     | 24 tháng 9, 2014–25 tháng 2, 2015  | 6      | Chuyển thể từ manga bốn khung của Tsubaki Izumi.    |
| Himouto! Umaru-chan                                                          | 19 tháng 10, 2015–19 tháng 4, 2017 | 2      | Chuyển thể từ manga của Ukami.                      |
| New Game! Watashi, Shain Ryokou tte Hajimete nano de...                      | 3 tháng 5, 2017                    | 1      | Chuyển thể từ manga bốn khung của Tokunō Shōtarō.   |
| Uchi no Maid ga Uzasugiru!: Uchi no Maid wa Yappari Mou Honto Uzainda naa... | 24 tháng 4, 2019                   | 1      | Chuyển thể từ manga của Nakamura Kanko.             |
| Watashi ni Tenshi ga Maiorita!                                               | 24 tháng 5, 2019                   | 1      | Chuyển thể từ manga bốn khung của Mukunoki Nanatsu. |

### Phim điện ảnh
| Tựa đề                                          | Ngày chiếu                       | Đạo diễn                                   | Ghi chú                                                 |
| ----------------------------------------------- | -------------------------------- | ------------------------------------------ | ------------------------------------------------------- |
| Kahei no Umi                                    | 16 tháng 6, 2005                 | Haraguchi Hiroshi                          | Tác phẩm nguyên tác, nói về tiểu sử của Kahei Takadaya. |
| Touken Ranbu: Hanamaru ~Makuai Kaisōroku~       | 1 tháng 12, 2017                 |                                            | Thuật lại nội dung của Touken Ranbu: Hanamaru.          |
| Toku Touken Ranbu: Hanamaru ~Setsugetsuka~      | 20 tháng 5, 2022–1 tháng 9, 2022 | Naoya Takashi, Koshida Tomoaki, Noro Sumie | Phim mới của Touken Ranbu: Hanamaru gồm ba phần.        |
| Watashi ni Tenshi ga Maiorita! Precious Friends | 14 tháng 10, 2022                | Hiramaki Daisuke                           | Dựa theo Watashi ni Tenshi ga Maiorita!.                |